# Nuttallanthus
Nuttallanthus é um género botânico pertencente à família Plantaginaceae. Tradicionalmente este gênero era classificado na família das Scrophulariaceae.
Este gênero é nativo da América do Norte. O nome científico foi dado em homenagem a Thomas Nuttall.

## Espécies
- Nuttallanthus canadensis
- Nuttallanthus floridanus
- Nuttallanthus subandina
- Nuttallanthus subandinus
- Nuttallanthus texanus